# Fuencaliente de La Palma

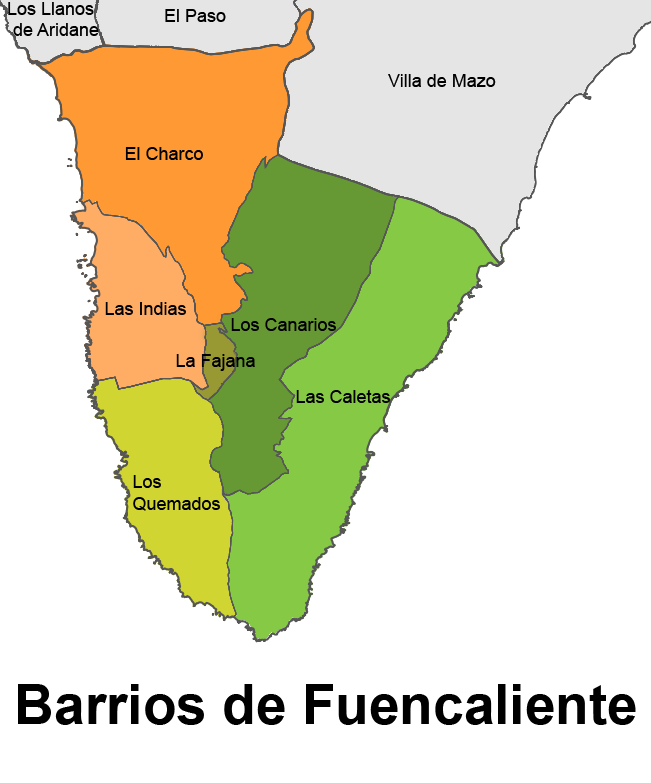
Orte der Gemeinde

Fuencaliente de La Palma ist die südlichste der 14 Gemeinden der Kanareninsel La Palma. Sie ist seit 1873 selbständig.
Der Name leitet sich von Fuente Caliente (heiße Quelle) ab und bezieht sich auf die Heilquelle „Fuente Santa“, die im 16. und 17. Jahrhundert genutzt wurde. Nachdem sie beim Ausbruch des Vulkans San Antonio im Jahr 1677 unter Lavamassen begraben worden und 300 Jahre unentdeckt geblieben war, wurde der Ort in Los Canarios umbenannt. Heute sind beide Namensnennungen gebräuchlich. 2005 wurde die Quelle wiederentdeckt.

## Orte der Gemeinde
Die Bevölkerungszahlen in Klammern stammen aus dem Jahr 2013.
- Los Canarios (709)
- Las Indias (620)
- Los Quemados (243)
- Las Caletas (161)
- La Fajana (35)
- El Charco (30)

## Bevölkerungsentwicklung
| Jahr | Einwohnerzahl | Veränderung |
| ---- | ------------- | ----------- |
| 1900 | 1650          |             |
| 1910 | 1833          | +183        |
| 1920 | 1841          | +8          |
| 1930 | 1966          | +125        |
| 1940 | 2212          | +246        |
| 1950 | 2290          | +58         |
| 1960 | 1943          | −327        |
| 1970 | 1749          | −194        |
| 1981 | 1664          | −85         |
| 1990 | 1822          | +158        |
| 2001 | 1794          | −28         |
| 2007 | 1964          | +170        |
| 2013 | 1798          | −166        |

## Verwaltungssitz

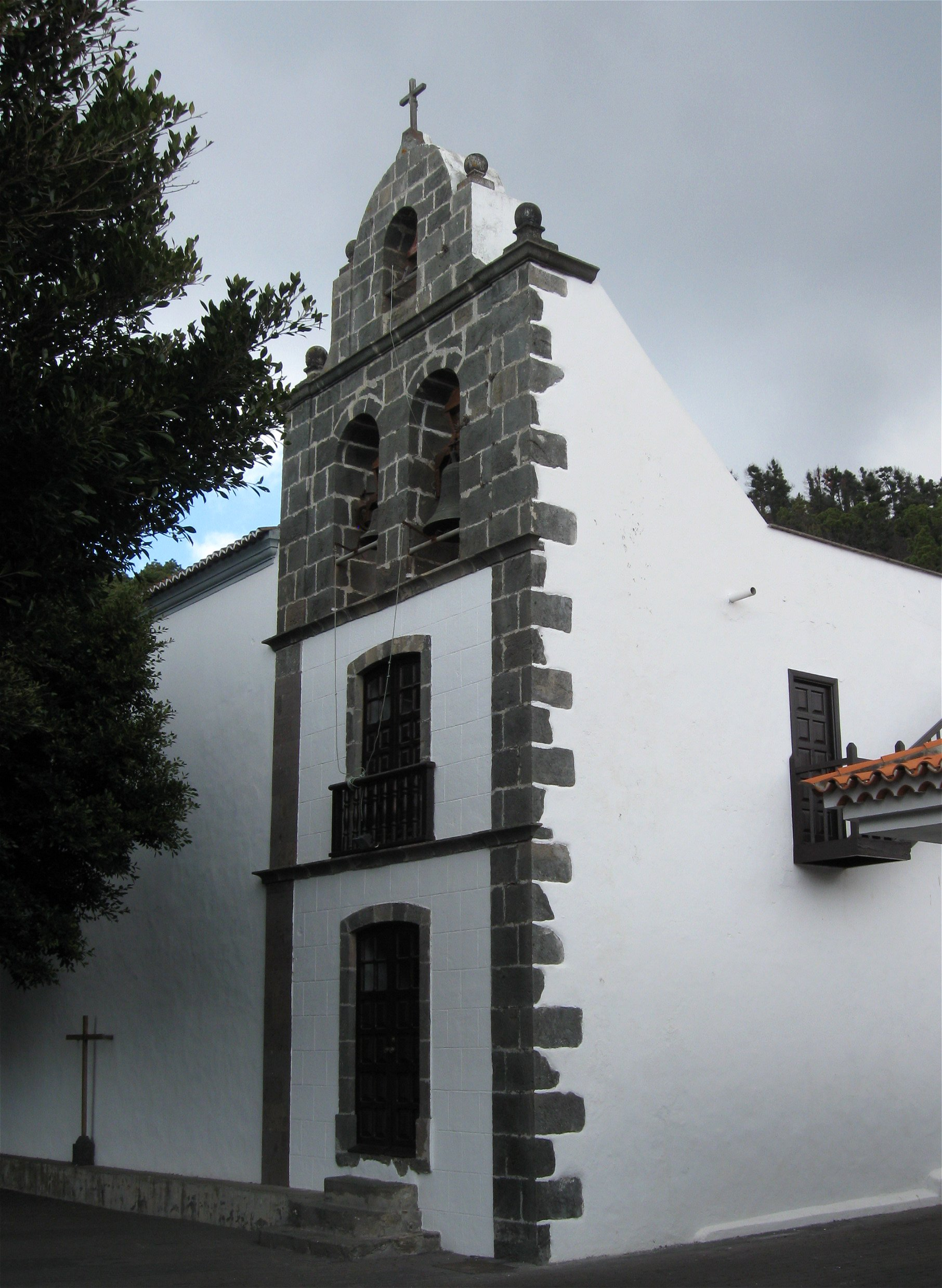
San Antonio de Abad

Der Ort Los Canarios (gelegentlich ebenfalls als Fuencaliente bezeichnet) wurde 1837 Sitz der Verwaltung der Gemeinde und liegt auf einer Seehöhe von über 700 m. Die Kirche San Antonio de Abad stammt aus dem 16. Jahrhundert.

## Die Region

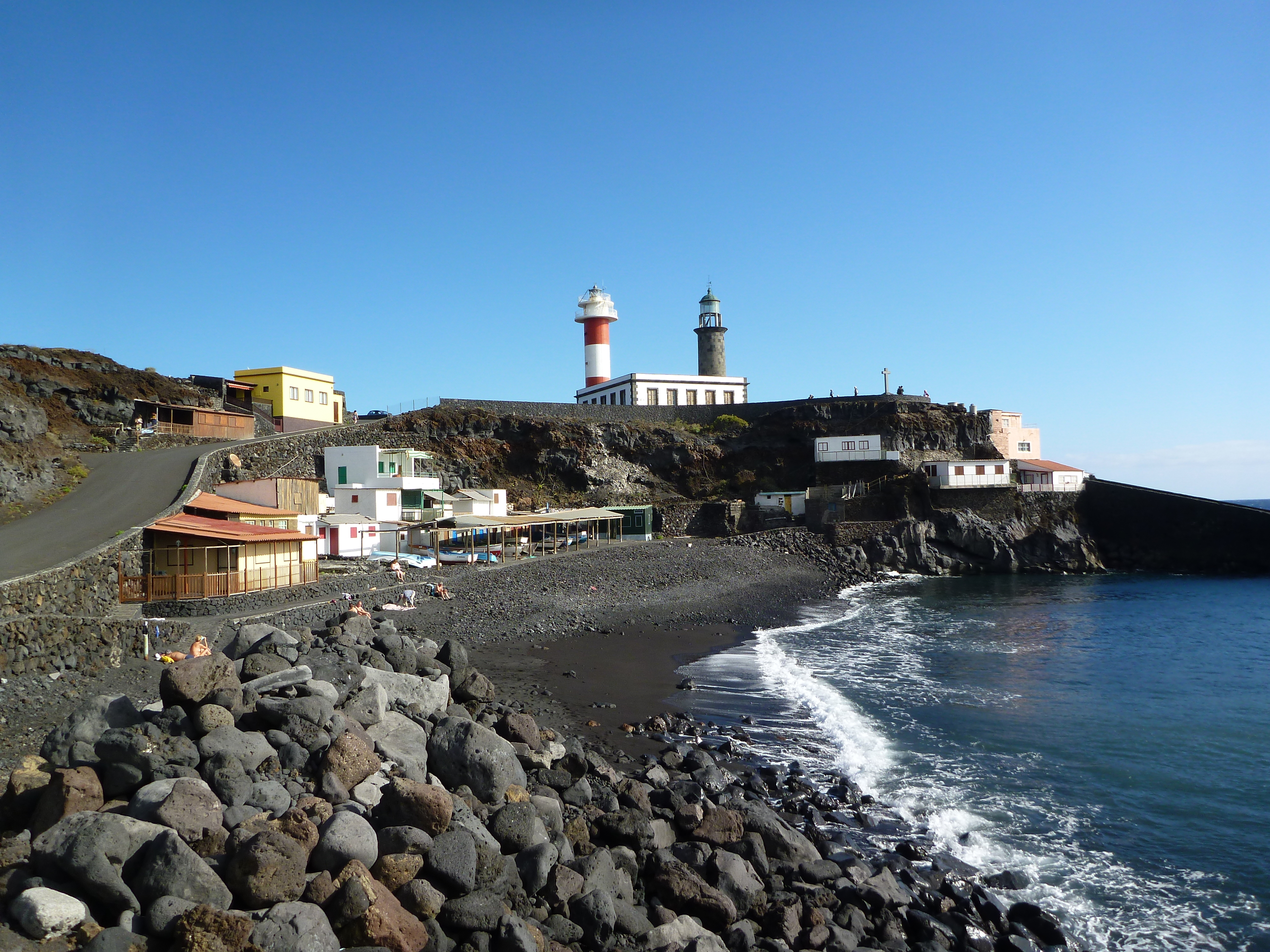
Fischerdorf an der Punta de Fuencaliente, 2014

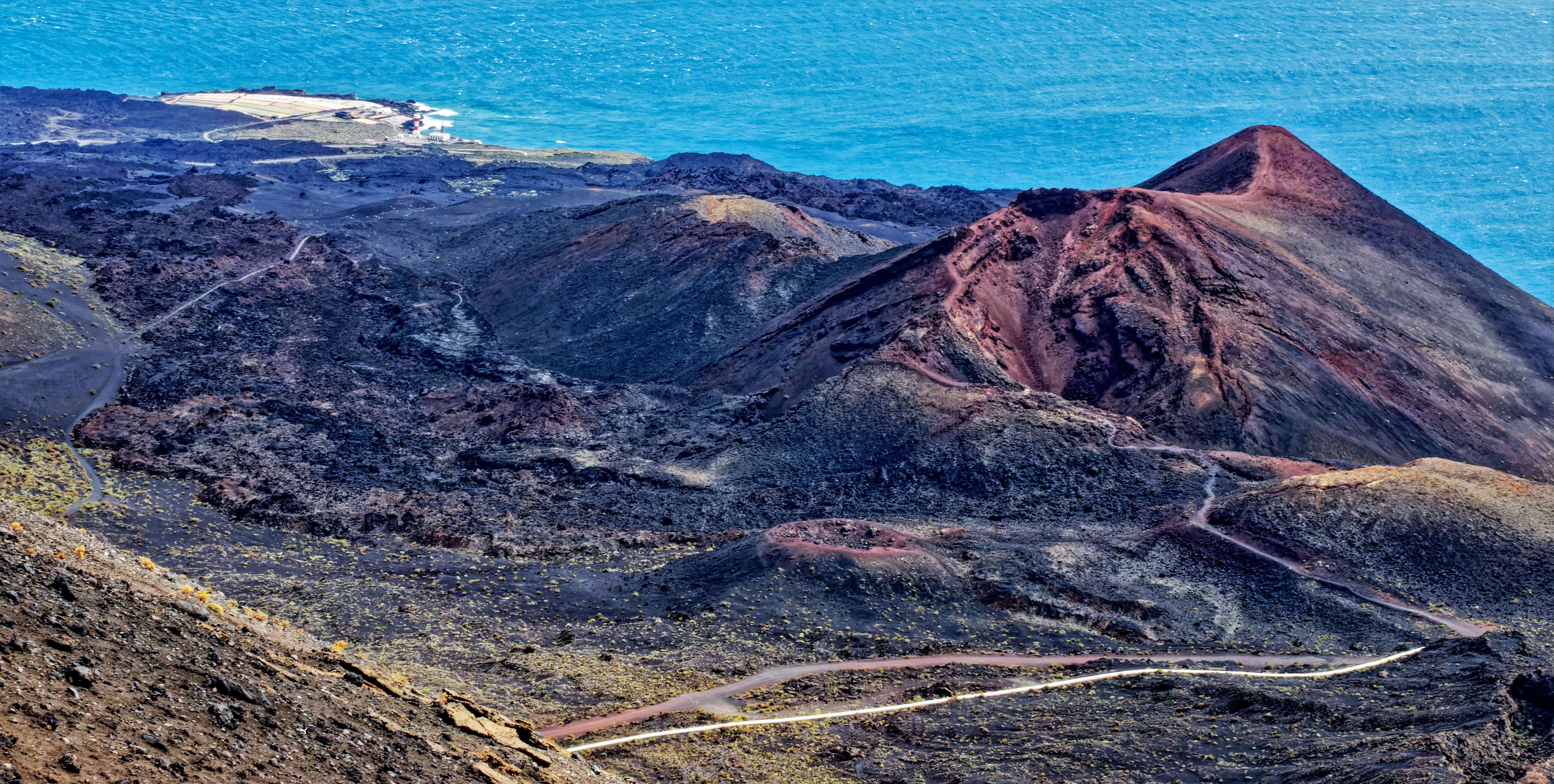
Der Teneguía – letzter Ausbruch 1971, im Hintergrund die Salinen

Etwa 70 Prozent des Gemeindegebietes stehen unter Natur- bzw. Landschaftsschutz. Dazu gehören die südlichen Ausläufer der Cumbre Vieja und die Geschützte Landschaft Tamanca. Es gibt großflächige Kiefernwälder rund um den Freizeitpark Fuente de Los Roques.

### Punta de Fuencaliente
Am Südkap von La Palma, der Punta de Fuencaliente, stehen zwei Leuchttürme, Faro de Fuencaliente. Der stillgelegte alte Leuchtturm wird als Informationszentrum des Meeresschutzgebiets der Insel La Palma genutzt.
Auf der Westseite der Leuchttürme befindet sich ein kleines Fischerdorf und auf der Ostseite sind die Salinen von Fuencaliente.

### Punta Malpique
Nahe der Punta de Fuencaliente befindet sich nordwestlich ein weiteres, kleineres Kap, die Punta Malpique. Der Ort ist ein bekanntes Tauchgebiet, in dem die seltenen Schwarzen Korallen noch vorkommen. 1971 wurden südlich des Kaps 40 Steinkreuze im Meer versenkt, um eine Gedenkstätte für den 1570 von hugenottischen Freibeutern ermordeten und später seliggesprochenen Missionar Inácio de Azevedo und dessen 39 Gefährten zu schaffen. Die Gruppe, die dem Jesuitenorden angehörte, wird auch als die „Vierzig Märtyrer von Brasilien“ bezeichnet.

### Vulkan San Antonio

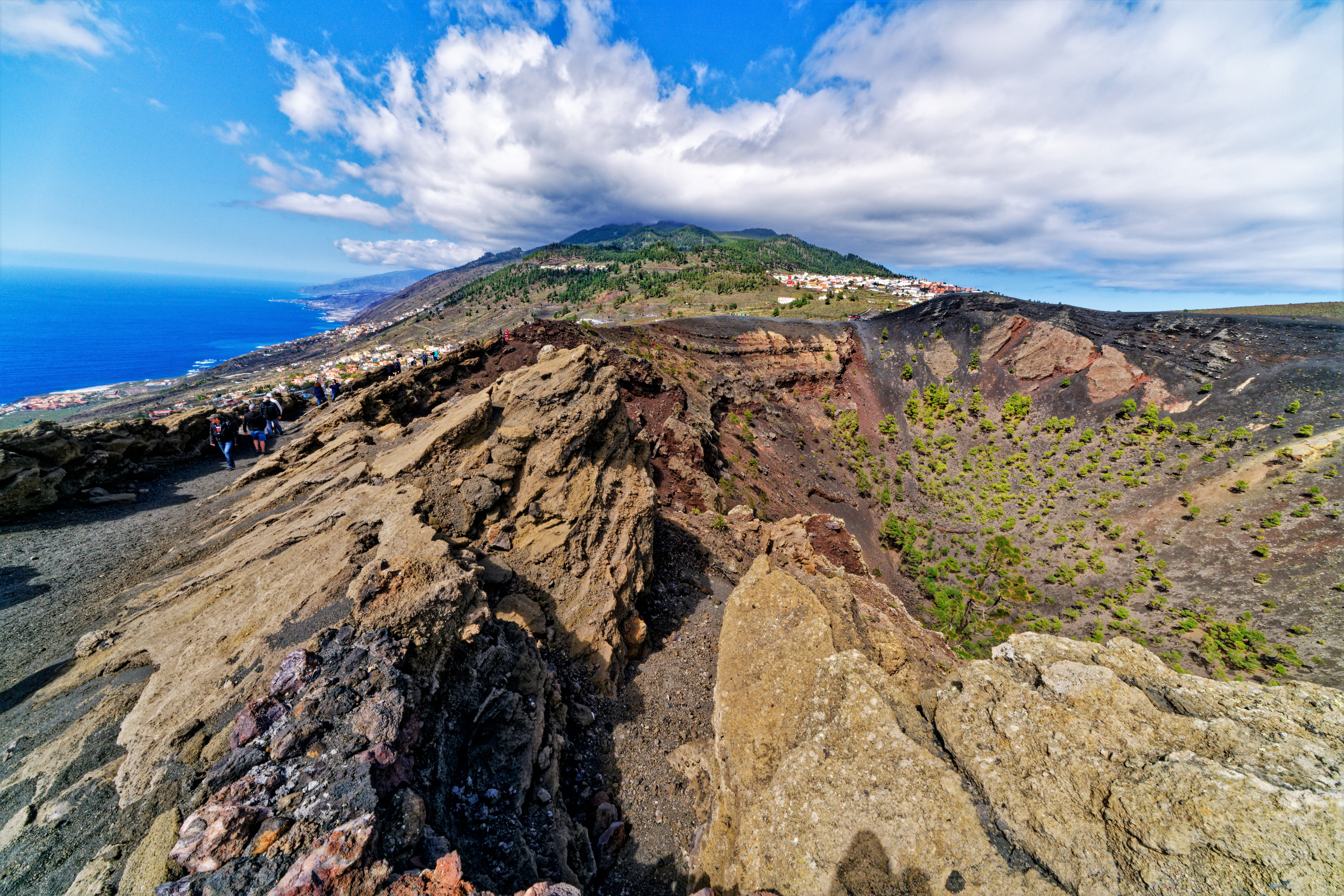
Blick über den Krater des San Antonio

Das Alter des 657 Meter hohen San Antonio wird auf etwa 3000 Jahre geschätzt. Bei seinem letzten Ausbruch im Jahr 1677 wurde die heiße Quelle (Fuente Santa) verschüttet und blieb 300 Jahre unentdeckt, bis sie 2005 wieder erschlossen wurde. Ein kleines Besucherzentrum mit Ausstellungsräumen gibt Informationen zu geologischen Details.

### Vulkan Teneguia
Der 438 Meter hohe Vulkan der Kanarischen Inseln entstand erst 1971 während eines drei Wochen andauernden Ausbruchs. Mehrere Schlote unterhalb des San Antonio vereinigten sich zu einem. Da die austretende Lava zur angrenzenden Südküste floss und dort im Meer erkaltete, wurde die Insel La Palma wieder etwas größer.

Vulkan Teneguia (links) und Vulkan San Antonio (Mitte)

## Wirtschaft

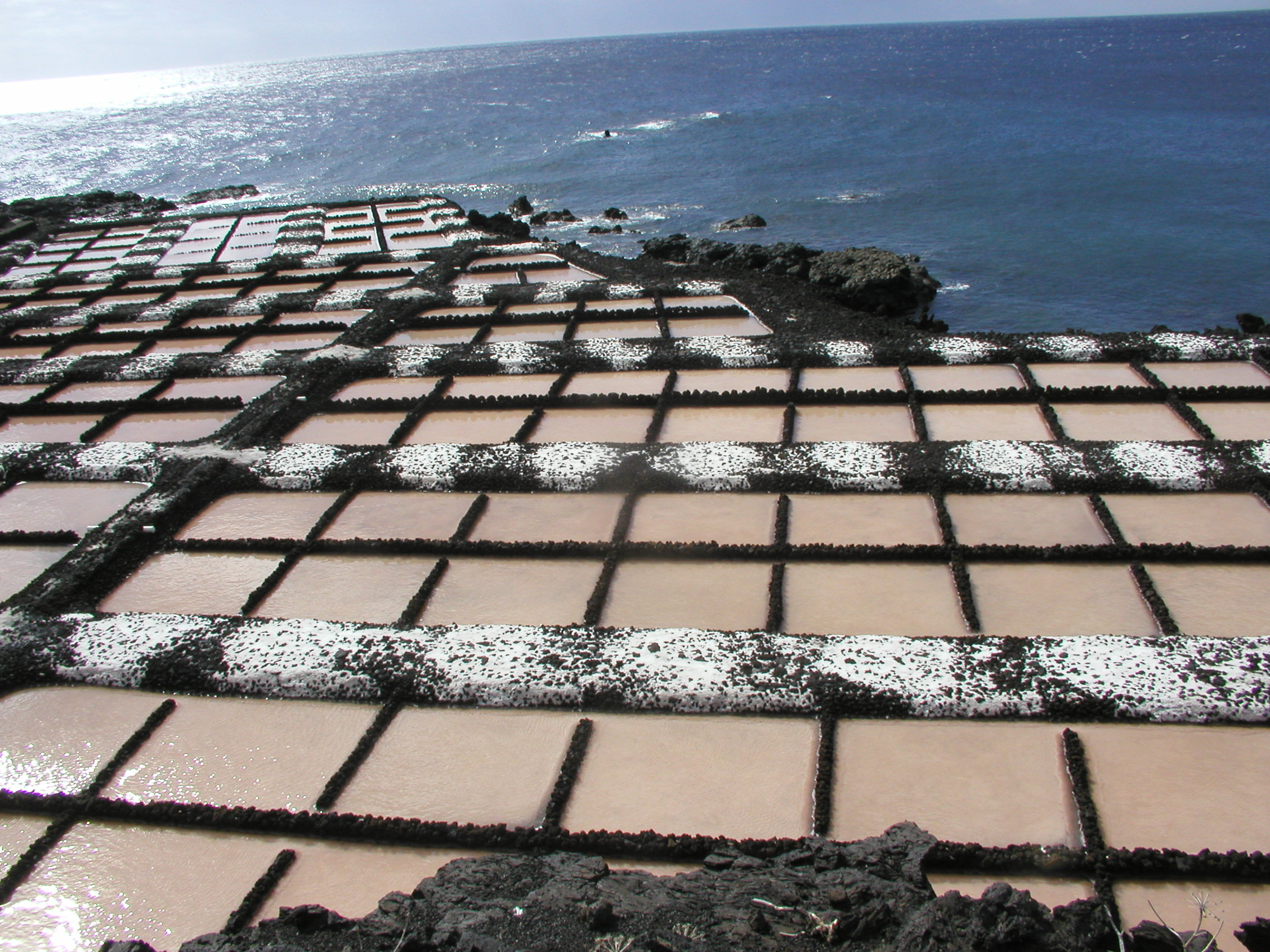
Salinen in Fuencaliente

Neben Einkünften durch sanften Tourismus ist der Weinanbau eine wichtige Einnahmequelle. Bedingt durch die fruchtbare Vulkanasche gedeiht in der Gemeinde Fuencaliente ein guter Inselwein. Besonders erwähnenswert ist der süße, mehrfach ausgezeichnete Malvasier. Engländer brachten diesen bevorzugten Wein vor über 300 Jahren auf die Insel. Heute produziert die 1945 gegründete Weinkellerei als Genossenschaft knapp zwei Millionen Liter Wein pro Jahr. Sie hat 200 Mitglieder, die zusammen etwa 800 Hektar Rebfläche bewirtschaften.
Ein weiterer Wirtschaftszweig ist der Bananenanbau in den Plantagen unterhalb der Vulkane.
In der Saline von Fuencaliente, die seit 1967 in Betrieb ist, wird heute noch Salz gewonnen. Es ist die letzte Saline in der kanarischen Provinz Santa Cruz de Tenerife, die noch in Betrieb ist. Allerdings kämpft der Eigentümer Fernando Hernández Villalba ums wirtschaftliche Überleben. Schon 1995 bezuschusste die UNESCO dringende Renovierungsarbeiten, und 2007 sagte die Inselregierung Unterstützung für den Ausbau der Saline zu, um auch ins Ausland exportieren zu können. Darüber hinaus gibt es ein Besucherzentrum und ein Restaurant zum Thema Salz und Meer.

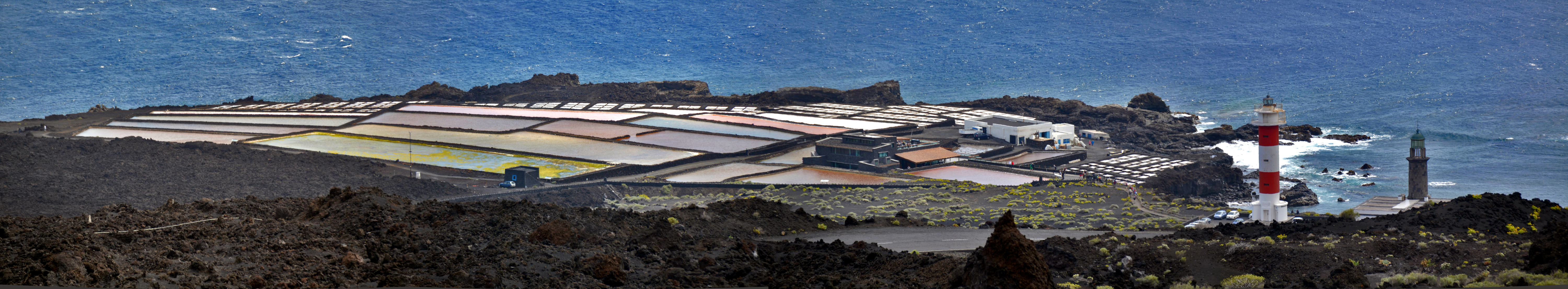
Südspitze von La Palma – Salinen und Leuchttürme